# Stouffville
Stouffville är en ort i Kanada.   Den ligger i provinsen Ontario, i den sydöstra delen av landet, 300 km sydväst om huvudstaden Ottawa. Stouffville ligger 268 meter över havet och antalet invånare är 24 886.
Terrängen runt Stouffville är platt, och sluttar söderut. Runt Stouffville är det tätbefolkat, med 411 invånare per kvadratkilometer.. Närmaste större samhälle är Markham, 11,2 km söder om Stouffville. 
Omgivningarna runt Stouffville är en mosaik av jordbruksmark och naturlig växtlighet.